# Supercoppa turca 2017 (pallavolo maschile)
La Supercoppa turca 2017 si è svolta il 19 settembre 2017: al torneo hanno partecipato due squadre di club turche e la vittoria finale è andata per la terza volta al Fenerbahçe.

## Regolamento
Le squadre hanno disputato una gara unica.

## Squadre partecipanti
| Squadra    | Qualificazione                      | Ultima partecipazione |
| ---------- | ----------------------------------- | --------------------- |
| Fenerbahçe | Vincitrice Coppa di Turchia 2016-17 | Supercoppa turca 2014 |
| Halkbank   | Vincitrice Efeler Ligi 2016-17      | Supercoppa turca 2015 |

## Torneo
| 19 settembre 2017 Başkent Voleybol Salonu, Ankara Durata: 2h:04 - Spettatori: 5 000 | Halkbank | 1 - 3 | Fenerbahçe | 22-25, 26-24, 18-25, 13-25 |